# Eyjafjallajökull (filme)
Eyjafjallajökull (Brasil: Eyjafjallajökull / Portugal: Dupla Catástrofe) é um filme de comédia francês de 2013 dirigido por Alexandre Coffre.

## Elenco
- Albert Delpy como Tio Roger
- Bérangère McNeese como Cécile
- Dany Boon como Alain
- Denis Ménochet como Ezechiel
- Valérie Bonneton como Valérie
- Malik Bentalha como Amigo de Cécile [3]